# 다마라이역
다마라이역(일본어: 玉来駅)은 일본 오이타현 다케타시에 위치한 규슈 여객철도 호히 본선의 철도역이다. 단선 승강장 1면 1선의 구조를 갖춘 지상역이다.

## 이용 현황
| 승차 인원 추이 | 승차 인원 추이 |
| 연도           | 1일 평균       |
| -------------- | -------------- |
| 2000           | 17             |
| 2001           | 14             |
| 2002           | 15             |
| 2003           | 10             |
| 2004           | 8              |
| 2005           | 7              |
| 2006           | 14             |
| 2007           | 17             |
| 2008           | 17             |
| 2009           | 17             |
| 2010           | 13             |
| 2011           | 20             |
| 2012           | 17             |

## 역 주변
- 오기모리이나리 진자
- 국도 제57호선
- 와타베 석유

## 역사
- 1925년 11월 30일 : 개업.
- 1987년 4월 1일 : 일본국유철도 분할 민영화에 의해, 규슈 여객철도가 승계.
- 2012년 7월 12일 : 규슈 북부 폭우에 의해 영업 중지.
- 2013년 8월 4일 : 호히 본선의 전 노선 복구에 수반해 영업 재개.

## 인접 역
| 호히 본선              | 호히 본선   | 호히 본선              |
| ---------------------- | ----------- | ---------------------- |
| 분고오기 구마모토 방면 | ■ 호히 본선 | 분고타케타 오이타 방면 |